# Cavaillon
Cavaillon là một xã trong tỉnh Vaucluse thuộc vùng Provence-Alpes-Côte d'Azur ở đông nam nước Pháp. Xã này nằm ở khu vực có độ cao trung bình 75 mét trên mực nước biển.
Sông Calavon, một nhánh của sông Durance tiếng địa phương gọi là Coulon, chảy theo hướng tây qua giữa thị trấn. Sông Durance tạo thành ranh giới tây nam.
Xã Cavaillon kết nghĩa với Weinheim, Đức từ năm 1958.